# Columbus (Illinois)
Columbus es una villa ubicada en el condado de Adams en el estado estadounidense de Illinois. En el Censo de 2010 tenía una población de 99 habitantes y una densidad poblacional de 151,68 personas por km².

## Geografía
Columbus se encuentra ubicada en las coordenadas 39°59′17″N 91°8′43″O / 39.98806, -91.14528. Según la Oficina del Censo de los Estados Unidos, Columbus tiene una superficie total de 0.65 km², de la cual 0.65 km² corresponden a tierra firme y (0%) 0 km² es agua.

## Demografía
Según el censo de 2010, había 99 personas residiendo en Columbus. La densidad de población era de 151,68 hab./km². De los 99 habitantes, Columbus estaba compuesto por el 95.96% blancos, el 1.01% eran afroamericanos, el 0% eran amerindios, el 0% eran asiáticos, el 0% eran isleños del Pacífico, el 0% eran de otras razas y el 3.03% pertenecían a dos o más razas. Del total de la población el 0% eran hispanos o latinos de cualquier raza.